# كريستيان كورنيليوس ينسن
كريستيان كورنيليوس ينسن (بالألمانية: Christian Jensen)‏ هو مدرس ثانوي ألماني، ولد في 20 يوليو 1883 في Archsum ‏ في ألمانيا، وتوفي في 18 سبتمبر 1940 في برلين في ألمانيا.